# Runcinia insecta
Runcinia insecta es una especie de araña cangrejo del género Runcinia, familia Thomisidae. Fue descrita científicamente por L. Koch en 1875.

## Distribución
Esta especie se encuentra en África y Asia. Introducida en Australia.

## Tratamiento taxonómico
La especie aparece registrada y publicada en Die Arachniden Australiens, nach der Natur beschrieben und abgebildet (Erster Theil, Lieferung 12-16). Bauer & Raspe, Nürnberg 577–740, pl. 44–65.